# 赫费尔松·佩雷斯
赫费尔松·莱昂纳多·佩雷斯·克萨达（西班牙語：Jefferson Leonardo Pérez Quezada，1974年7月1日—），是一名厄瓜多尔田径运动员，男子20公里竞走项目奥运会冠军、世锦赛冠军、前世界纪录保持者。从1992年开始，他连续参加了五届奥运会，收获1996年亚特兰大奥运会金牌和2008年北京奥运会银牌，是厄瓜多尔在奥运会上的头两枚奖牌。他也是史上唯一一位世锦赛男子20公里竞走三金得主（2003、2005、2007）。

## 生平
1974年，赫费尔松·佩雷斯出生于厄瓜多尔阿苏艾省的昆卡。父亲是一位前军官，在赫费尔松14岁时因事故去世。母亲患有眼疾，靠售卖水果来养育三个儿子和两个女儿。赫费尔松读初中二年级时，因为一场体育考试而被发现天资过人。不久后，他加入了当地教练路易斯·乔乔（Luis Chocho）的团队，开始练习竞走，当时一起训练的还有未来的泛美运动会亚军米丽娅姆·拉蒙等人。1990年，年仅16岁的佩雷斯在世界青年田径锦标赛上取得一枚铜牌。两年后，他首次参加奥运会的20公里竞走，遗憾未能完赛，但两个月后的1992年世青赛上，他成功收获了厄瓜多尔历史上第一枚世界性田径赛事金牌。
佩雷斯此后在泛美运动会等地区赛事中屡次夺冠，但在1995年世锦赛上表现不尽如人意，仅获第33名，因此并没有多少人看好他能在亚特兰大奥运会上取得奖牌。结果，1996年7月26日，佩雷斯用1小时20分7秒走完20公里，成为有史以来最年轻的奥运会竞走冠军。这枚金牌也是厄瓜多尔历史上第一枚奥运奖牌，7月26日因此被定为国家体育日。夺冠回国后，佩雷斯开启了一次惊人的朝圣之旅，从首都基多的圣方济各堂出发，在海拔2500米至4800米的安第斯山间徒步459公里，历经11天，回到故乡昆卡。
1999年，在塞维利亚世锦赛前几天，佩雷斯诊断出椎间盘突出，最终决定忍着严重伤痛继续参赛，赢得一枚银牌，赛后立即接受了手术。这是厄瓜多尔第一枚世界田径锦标赛奖牌，也是佩雷斯自己最珍视的一次比赛经历。次年，他第三次出战奥运会，获得第四名。奥运会后，他选择退役，回到大学完成学业。
9个月后，佩雷斯重新复出，参加5周后举行的世錦賽，获得第8名。2002年，他在竞走世界杯上摘得金牌，重回世界之巅。2003年巴黎世锦赛，他摘得金牌，并创造了1小时17分21秒的世界最好成绩。但在2004年雅典奥运会上，他出人意料地未能登上领奖台。以此为动力，他在2005年世锦赛上成功卫冕，在2007年世锦赛上再次夺冠，成为世锦赛历史上唯一一位男子20公里竞走三金得主。
2008年，佩雷斯参加了自己的第五届、也是最后一届奥运会，收获一枚银牌，成为奥运会男子20公里竞走的奖牌榜第二人。这也是厄瓜多尔历史上的第二块奥运奖牌。一个月后，他参加了在西班牙穆尔西亚举办的国际田联竞走挑战赛总决赛，在众多厄瓜多尔侨胞面前走完了自己最后一场比赛，赛后正式退役。
|  | 我自认为经历了竞走的两个世代。首先是九零年代，塞古拉、马尔科夫、先尼科夫，咬紧牙关、下定决心，我非常钦佩，我称为“浪漫世代”。然后是第二代，更多受到科学技术的影响；更职业，如果可以这么说的话。 |

退役后，佩雷斯主要在商业和公益领域活动。他于2015年获得了阿苏艾大学的工商管理硕士学位。他还是竞走委员会成员，曾担任南美田联运动员委员会主席。

## 成绩

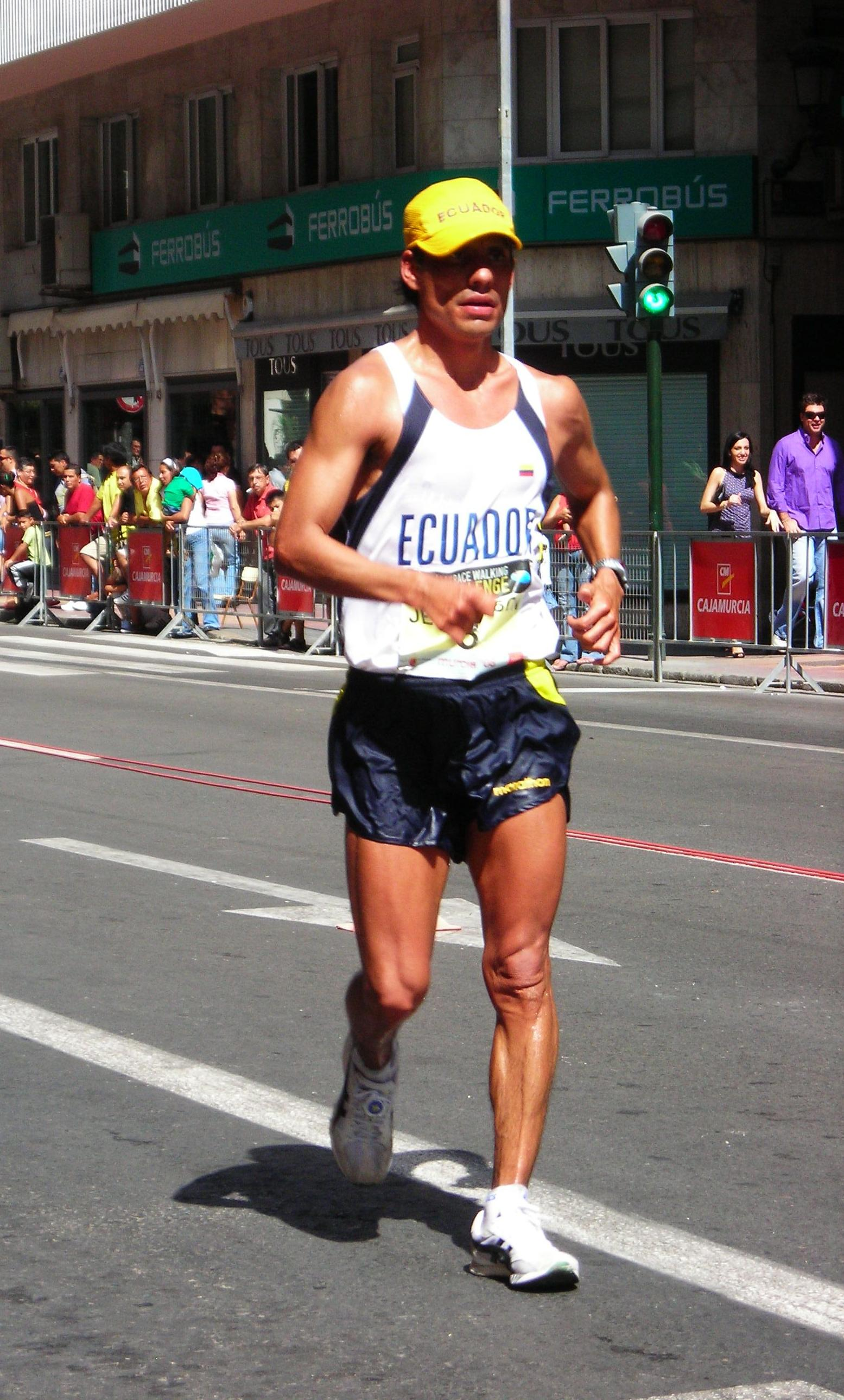
佩雷斯的最后一场比赛

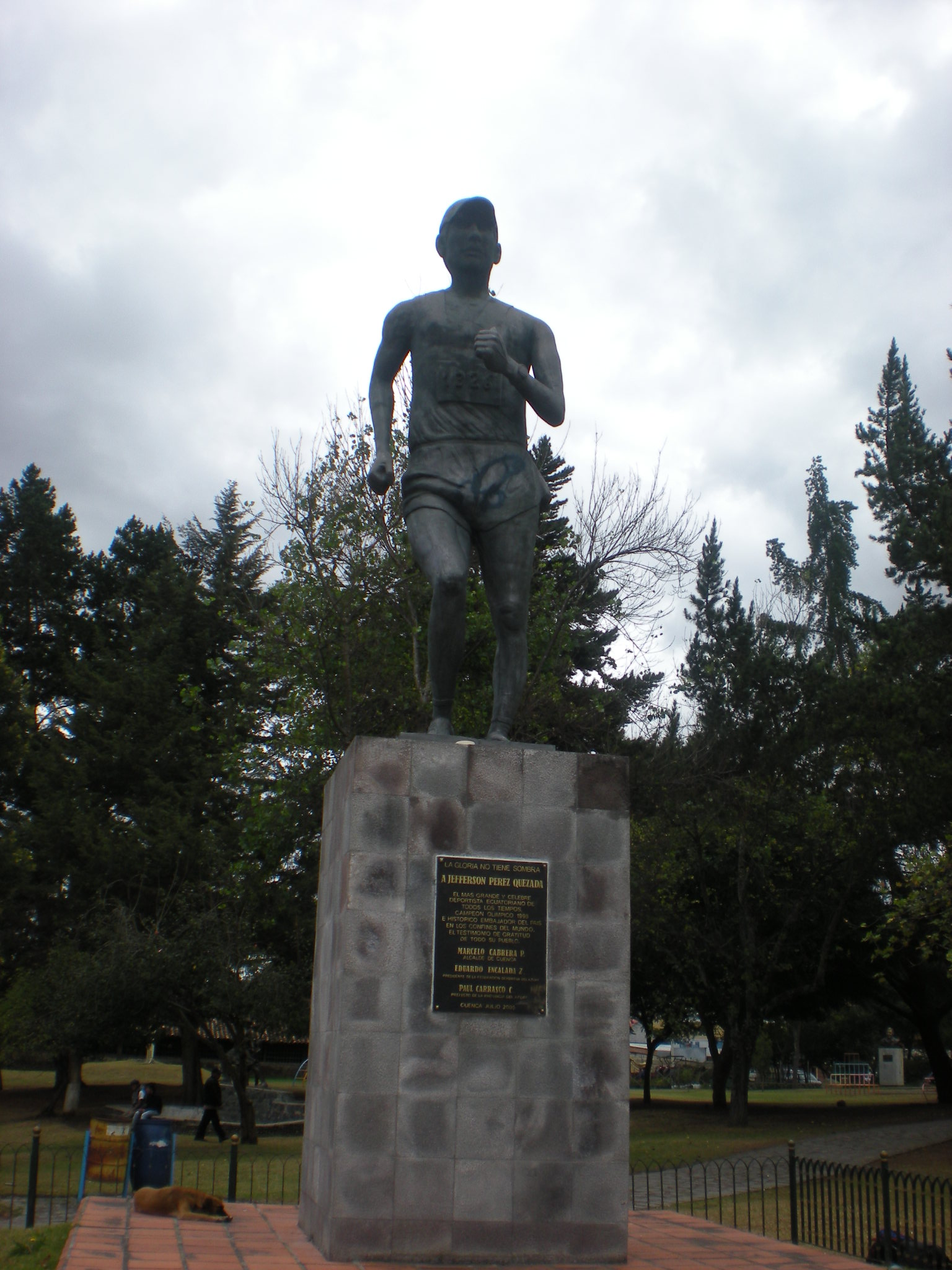
昆卡的佩雷斯雕像

| 年份 | 比赛                         | 地点               | 项目           | 排名 | 决赛成绩 |
| ---- | ---------------------------- | ------------------ | -------------- | ---- | -------- |
| 1990 | 世界青年田径锦标赛（英语：1990 World Junior Championships in Athletics） | 保加利亚普罗夫迪夫 | 10,000公尺競步 |      | 40:08.23 |
| 1991 | 世界室内田径锦标赛（英语：1991 IAAF World Indoor Championships） | 西班牙塞维利亚     | 5,000公尺競步  | 10   | 20:20.05 |
| 1992 | 奧林匹克運動會               | 西班牙巴塞罗那     | 20公里競步     | 无   | DNF      |
| 1992 | 世界青年田径锦标赛（英语：1992 World Junior Championships in Athletics） | 首尔               | 10,000公尺競步 |      | 40:42.66 |
| 1993 | 南美田径锦标赛（英语：1993 South American Championships in Athletics）     | 秘魯利马           | 20公里競步     |      | 1:24:31  |
| 1995 | 泛美运动会（英语：1995 Pan American Games）         | 阿根廷马德普拉塔   | 20公里競步     |      | 1:22:53  |
| 1995 | 世界田徑錦標賽（英语：1995 World Championships in Athletics）     | 瑞典哥德堡         | 20公里競步     | 33   | 1:34:20  |
| 1996 | 奧林匹克運動會               | 美国亞特蘭大       | 20公里競步     |      | 1:20:07  |
| 1997 | 競走世界盃（英语：1997 IAAF World Race Walking Cup）         | 捷克波傑布拉迪     | 20公里競步     |      | 1:18:24  |
| 1997 | 世界田徑錦標賽（英语：1997 World Championships in Athletics）     | 希腊雅典           | 20公里競步     | 13   | 1:24:46  |
| 1999 | 競走世界盃（英语：1997 IAAF World Race Walking Cup）         | 法國梅济东-卡农    | 50公里競步     | 无   | DNF      |
| 1999 | 泛美运动会（英语：1999 Pan American Games）         | 加拿大温尼伯       | 20公里競步     |      | 1:20:46  |
| 1999 | 世界田徑錦標賽（英语：1999 World Championships in Athletics）     | 西班牙塞维利亚     | 20公里競步     |      | 1:24:19  |
| 2000 | 奧林匹克運動會               | 悉尼               | 20公里競步     | 4    | 1:20:18  |
| 2001 | 世界田徑錦標賽（英语：1999 World Championships in Athletics）     | 加拿大埃德蒙顿     | 20公里競步     | 8    | 1:22:20  |
| 2002 | 競走世界盃（英语：2002 IAAF World Race Walking Cup）         | 義大利都灵         | 20公里競步     |      | 1:21:26  |
| 2003 | 泛美运动会（英语：2003 Pan American Games）         | 圣多明各           | 20公里競步     |      | 1:23:07  |
| 2003 | 世界田徑錦標賽               | 法國巴黎           | 20公里競步     |      | 1:17:21  |
| 2004 | 競走世界盃（英语：2004 IAAF World Race Walking Cup）         | 德国瑙姆堡         | 20公里競步     |      | 1:18:42  |
| 2004 | 奧林匹克運動會               | 希腊雅典           | 20公里競步     | 4    | 1:20:38  |
| 2004 | 奧林匹克運動會               | 希腊雅典           | 50公里競步     | 12   | 3:53:04  |
| 2005 | 南美田径锦标赛（英语：2005 South American Championships in Athletics）     | 哥伦比亚卡利       | 20公里競步     |      | 1:22:55  |
| 2005 | 世界田徑錦標賽               | 芬兰赫爾辛基       | 20公里競步     |      | 1:18:35  |
| 2006 | 競走世界盃（英语：2006 IAAF World Race Walking Cup）         | 西班牙拉科鲁尼亚   | 20公里競步     |      | 1:19:08  |
| 2007 | 泛美運動會                   | 巴西里约热内卢     | 20公里競步     |      | 1:22:08  |
| 2007 | 世界田徑錦標賽               | 日本大阪           | 20公里競步     |      | 1:22:20  |
| 2008 | 奥林匹克运动会               | 中华人民共和国北京 | 20公里競步     |      | 1:19:15  |
| 项目       | 成绩       | 地点         | 日期          | 备注       |
| 公路竞走   | 公路竞走   | 公路竞走     | 公路竞走      | 公路竞走   |
| ---------- | ---------- | ------------ | ------------- | ---------- |
| 10公里     | 38:24      | 波蘭克拉科夫 | 2002年6月8日  |            |
| 20公里     | 1:17:21    | 法國巴黎     | 2003年8月23日 | 南美洲纪录 |
| 50公里     | 3:53:04    | 希腊雅典     | 2004年8月27日 |            |
| 赛道竞走   |            |              |               |            |
| 5,000公尺  | 18:46.08   | 墨西哥哈拉帕 | 2007年5月5日  | 全国纪录   |
| 10,000公尺 | 38:37.6h   | 挪威卑爾根   | 1998年5月9日  | 全国纪录   |
| 20,000公尺 | 1:20:54.9h | 哥伦比亚卡利 | 2008年7月5日  |            |